# Svjetsko klupsko prvenstvo u rukometu
Svjetsko klupsko prvenstvo u rukometu (IHF Super Globe) organizira Međunarodni rukometni savez svake godine. Na njemu se natječu kontinentalni prvaci. Održava se od 1997. Najviše naslova osvojio je Ciudad Real, 2.

## Izdanja
| Godina          | Završnica       | Završnica       | Završnica      | Za treće mjesto | Za treće mjesto | Za treće mjesto     | Domaćin |
| Godina          | Pobjednik       | Ishod           | Drugi          | Trećeplasirani  | Ishod           | Četvrtoplasirani    | Domaćin |
| --------------- | --------------- | --------------- | -------------- | --------------- | --------------- | ------------------- | ------- |
| 1997. Opširnije | CB Cantabria    | 30 - 29         | Drammen HK     | Doosan          | 33 - 27         | HC Stadtwerke Bruck | Beč     |
| 2002. Opširnije | Al-Sadd         | bez doigravanja | SC Magdeburg   | Metodista SBC   | bez doigravanja | Al Salmiya SC       | Doha    |
| 2007. Opširnije | BM Ciudad Real  | bez doigravanja | Al-Ahly SC     | GS Pétroliers   | bez doigravanja | Metodista SBC       | Kairo   |
| 2010. Opširnije | BM Ciudad Real  | 30 - 25         | Al-Sadd        | Zamalek SC      | 33 - 22         | Al-Sadd             | Doha    |
| 2011. Opširnije | THW Kiel        | 28 - 25         | BM Ciudad Real | Al-Sadd         | 28 - 23         | Zamalek SC          | Doha    |
| 2012. Opširnije | Atlético Madrid | 28 - 23         | THW Kiel       | Al-Sadd         | 32 - 26         | Zamalek SC          | Doha    |